# Mahdi Nasiri
Mahdi Nasiri (pers. مهدی نصیری; ur. 21 marca 1977) – irański zapaśnik w stylu klasycznym. Trzykrotny uczestnik mistrzostw świata, jedenasty w 2001. Dziewiąty na igrzyskach azjatyckich w 2002. Zdobył złoty medal mistrzostw Azji w 2001 i brązowy w 1997. Piąty w Pucharze Świata w 1997. Brązowy medal mistrzostw świata juniorów w 1997. Uniwersytecki wicemistrz świata w 2002 i trzeci w 2000. 